# 1930年の音楽
1930年の音楽（1930ねんのおんがく）では、1930年（昭和5年）の音楽分野の動向についてまとめる。

## 概要
- ビング・クロスビー[1]がオーケストラをバックに、ソロ歌手として初の録音を行い、その後約1600曲を録音し、70本以上の映画に出演した[2][3][4]。

## 洋楽シングル
- ジミー・ロジャース[5]「アニバーサリー・ヨーデル」
- デューク・エリントン[6]&ヒズ・オーケストラ「スリー・リトル・ワーズ」

## 邦楽シングル
- 河原喜久恵「麗人の唄」「ザッツ・オーケー」
- 藤本二三吉「唐人お吉小唄明烏篇」「祇園小唄」
- 佐藤千夜子「この太陽」「唐人お吉の歌（黒船篇）」
- 羽衣歌子「女給の唄」
- 徳山璉「侍ニッポン」
- 青木晴子「恋と花」
- 宝塚少女歌劇月組生徒「すみれの花咲く頃」
- 藤野豊子「アラその瞬間よ」
- 富田屋喜久治「酋長の娘」

## 誕生
- 1月13日 - ズジスワフ・ショスタク（指揮者、+2019年・89歳没）
- 1月14日 - ケニー・ホイーラー（トランペット・コルネット奏者、+2019年・89歳没）
- 1月20日 - いずみたく（東京都、作曲家、+1992年・62歳没）
- 1月26日 - 川崎洋（詩人・放送作家・作詞家、+2004年・74歳没）
- 1月27日 - ボビー・ブランド（歌手、+2013年・83歳没）
- 1月29日 - デレク・ベイリー（ギタリスト、+2005年・75歳没）
- 2月1日 - マリア・エレナ・ワルシュ（歌手・詩人、+2011年・80歳没）
- 2月10日 - 澤田駿吾（愛媛県、ジャズミュージシャン、+2006年・76歳没）
- 2月13日 - 鈴木庸一（東京都、作曲家、+2010年）
- 2月16日 - セルジオ・ペルティカローリ（ピアニスト、+2019年・89歳没）
- 2月21日 - アラン・ウィリアムズ（ナイトクラブ経営者・ビートルズ初代マネージャー、+2016年・86歳没）
- 2月22日 - マーニ・ニクソン（歌手、+2016年・86歳没）
- 2月26日 - ラザール・ベルマン（ピアニスト、+2005年・74歳没）
- 2月26日 - ダグ・サンダム（ドラマー、ザ・フー、+2019年・89歳没）
- 3月2日 - 保富康午（和歌山県、作詞家、+1984年・54歳没）
- 3月6日 - ロリン・マゼール（指揮者・ヴァイオリニスト、+2014年・84歳没）
- 3月7日 - 山下毅雄（兵庫県、作曲家、+2005年・75歳没）
- 3月9日 - オーネット・コールマン（、サックス奏者・85歳没）
- 3月12日 - ワーデル・カゼア（ミュージシャン、+2011年・81歳没）
- 3月13日 - ブルー・ミッチェル（、ジャズトランペッター、+1979年・49歳没）
- 3月14日 - ディーター・シュネーベル（作曲家、+2018年・88歳没）
- 3月16日 - 三木稔（徳島県、作曲家、+2018年・88歳没）
- 3月16日 - トミー・フラナガン（、ジャズピアニスト、+2001年・71歳没）
- 3月17日 - ポール・ホーン（ジャズ・フルート奏者、+2014年・84歳没）
- 3月24日 - クリストバル・アルフテル（作曲家、+2021年・91歳没）
- 3月28日 - ロバート・アシュリー（作曲家、+2014年・83歳没）
- 4月1日 - 荒谷俊治（指揮者、+2020年・89歳没）
- 4月10日 - クロード・ボリング（、ジャズピアニスト、+2020年・90歳没）
- 4月18日 - ジャン・ギユー（作曲家、+2019年・88歳没）
- 4月25日 - 川瀬白秋（三曲演奏家、+2013年・83歳没）
- 4月29日 - 岸田今日子（女優・元歌手、+2006年・76歳没）
- 5月1日 - ノラ・グルムリーコヴァー（ヴァイオリニスト、+2004年・73歳没）
- 5月4日 - ロバータ・ピータース（ソプラノ歌手、+2017年・86歳没）
- 5月8日 - ヘザー・ハーパー（ソプラノ歌手、+2019年・88歳没）
- 5月9日 - 宇野功芳（音楽評論家・指揮者、+2016年・86歳没）
- 5月10日 - 柿木吾郎（音楽学者、+2013年・82歳没）
- 5月11日 - ゴードン・ラングフォード（作曲家、+2017年・86歳没）
- 5月29日 - 豊岡豊（ジャズドラマー、+2012年・82歳没）
- 5月30日 - デイブ・マッケンナ（ジャズピアニスト、+2008年・78歳没）
- 6月3日 - ダコタ・ステイトン（ジャズボーカリスト、+2007年・76歳没）
- 6月4日 - 寺島尚彦（栃木県、作詞家・作曲家、+2004年・73歳没）
- 6月9日 - バルバラ（、シャンソン歌手、+1997年・67歳没）
- 6月10日 - 国吉源次（沖縄民謡歌手、+2021年・90歳没）
- 6月29日 - ジミー竹内（東京都、ジャズドラマー、+2009年・79歳没）
- 7月3日 - カルロス・クライバー（→、指揮者、+2004年・74歳没）
- 7月15日 - 助川敏弥（作曲家・音楽評論家、+2015年・85歳没）
- 7月17日 - 廣瀬量平（北海道、作曲家、+2008年・78歳没）
- 7月27日 - アンディ・ホワイト（ドラマー、+2015年・85歳没）
- 8月7日 - ヴェリヨ・トルミス（作曲家、+2017年・86歳没）
- 8月23日 - 岩代浩一（作曲家、+2012年・81歳没）
- 8月24日 - 今井久仁恵（声楽家、+2011年・80歳没）
- 9月2日 - アンドレイ・ペトロフ（作曲家、+2019年・88歳没）
- 9月7日 - ソニー・ロリンズ（、サックス奏者）
- 9月12日 - カラベリ（指揮者、+2019年・88歳没）
- 9月20日 - エディー・ボー（歌手・ピアニスト、+2009年・778歳没）
- 9月23日 - レイ・チャールズ（、歌手・ピアニスト、+2004年・73歳没）
- 10月6日 - オトマール・ボルヴィツキー（チェリスト、+2021年・90歳没）
- 10月8日 - 武満徹（東京都、作曲家、+1996年・65歳没）
- 10月10日 - 野坂昭如（作家・作詞家・政治家、+2015年・85歳没）
- 10月18日 - 中元清純（作曲家、+2018年・87歳没）
- 10月23日 - ブーズー・チェイヴィス（アコーディオン奏者、+2001年・70歳没）
- 11月1日 - ジョン・スコット（、作曲家）
- 11月8日 - 喜早哲（声楽家、ダークダックス、+2016年・85歳没）
- 11月8日 - 斉藤恒夫（愛知県、作曲家、+1990年・59歳没）
- 11月10日 - 三橋美智也（北海道、演歌歌手、+1996年・65歳没）
- 11月11日 - ヴァーノン・ハンドリー（指揮者、+2008年・77歳没）
- 11月18日 - カジミエシュ・コルト（指揮者、+2021年・90歳没）
- 11月22日 - ピーター・ハーフォード（オルガニスト、+2019年・88歳没）
- 12月4日 - ジム・ホール（ジャズミュージシャン、+2013年・83歳没）
- 12月4日 - パウル＝ハインツ・ディートリヒ（作曲家、+2020年・90歳没）
- 12月6日 - キダ・タロー（兵庫県、作曲家・タレント）
- 12月6日 - ハンス＝マルティン・シュナイト（指揮者、+2018年・87歳没）
- 12月17日 - 諸井誠（作曲家・音楽評論家、+2013年・82歳没）
- 12月28日 - フランツル・ラング（ヨーデル歌手、+2015年・84歳没）
- 12月31日 - オデッタ（歌手・女優・ギタリスト、+2008年・77歳没）

月日不明
- 野呂妙子（声楽家、+2016年・86歳没）
- 秦和夫（舞台音響家、+2008年・78歳没）
- 水嶋良雄（音楽家、+2017年・86歳没）
- 山口浩一（ティンパニ奏者、+2015年・85歳没）
- 若林駿介（オーディオ評論家、+2008年・78歳没）

## 死去
- 7月15日 - レオポルト・アウアー、ヴァイオリニスト（* 1845年）
- 8月4日 - ジークフリート・ヴァーグナー、作曲家・指揮者（* 1869年）
- 12月17日 - ピーター・ウォーロック、作曲家・音楽評論家（* 1894年）